# گالری‌های سرپنتاین
گالری‌های سرپنتاین (انگلیسی: Serpentine Galleries) دو گالری هنر معاصر واقع در باغ‌های کنزینگتون، هاید پارک، مرکز لندن هستند. گالری‌های سرپنتاین مرکب از گالری سرپنتاین و گالری سرپنتاین سکلر، که در فاصلهٔ پنج دقیقه‌ای از هم قرار دارند، با پلی بر روی دریاچهٔ سرپنتاین به هم متصل گشته‌اند؛ دریاچه‌ای که این دو نامشان را از آن می‌گیرند. نمایشگاه‌ها، معماری، آموزش و برنامه‌های عمومی آن‌ها بیش از ۱/۲ میلیون بازدیدکننده در سال به خود جذب می‌کند. ورودیهٔ هر دو گالری رایگان است.